# Michael Kremer
Michael Kremer (Brooklyn, New York,  1964. november 12. –) amerikai fejlesztési közgazdász.

## Életpályája
Diplomáját a Harvard Egyetemen szerezte meg. 1992 és 1993 között a Massachusetts Institute of Technology posztdoktora, 1993 tavaszán a Chicagói Egyetemen docens, 1993 és 1999 között az Massachusetts Institute of Technology (MIT) professzora. 1999 óta a Harvard Egyetem professzora.

## Díjai, elismerései
2019-ben Esther Duflo, valamint Abhijit Banerjee közgazdász társaival megosztva elnyerte a közgazdasági Nobel-emlékdíjat  „a globális szegénység enyhítésére irányuló kísérleti megközelítésért”.